# Могильов Подолски
Могильов Подолски или Мохилѝу Подѝлски (на украински: Могилів-Подільський) е град в Украйна, Виницка област, административен център на Могильов-Подолски район.

## География
Разположен е в източната част на историческата област Подолие, на левия бряг на река Днестър, на границата с Молдова. Отстои югозападно на 70 километра от Жмеринка и на 100 километра от областния център Винница.
Град Могильов Подолски е с население от 31 938 души към 1 април 2013 г.

## История
Селището е основано през 1595 г. Придобива статут на град през 1796 г., след като е купен от Полша година по-рано. За отличаване от Могильов в Беларус до преименуването му в 1923 година е наричан също Могильов на Днестър (Могилёв на Днестре), Могильов Днестровски (Могилев-Днестровский), Могильов уезден (Могилёв уездный).
През Втората световна война е окупиран от войските на Германия на 19 юли 1941 г. По време на окупацията в града е имало транзитен център, през който са минали над 55 хил. евреи от Бесарабия и Буковина. Освободен е от войските на 2-ри украински фронт от Червената армия на 19 март 1944 г.
Сред забележителностите са храмовете: Николаевски събор (1754), църква „Св. Параскева“ (1775), гръцка Георгиевска църква (1808 – 1819), Полкова църква „Александър Невски“ (1904 – 1907).

## Личности
- Бенямин Амира (1896 – 1968) – израелски математик
- Борис Бажанов (1900 – 1982) – секретар на Сталин, политемигрант, писател
- Николай Буянов (1925 – 1944) – италиански партизанин
- Витолд Малишевски (1873 – 1939) – полски композитор и педагог